# Twarzą w twarz (polski film 1967)
Twarzą w twarz – polski film obyczajowy z roku 1967 w reżyserii Krzysztofa Zanussiego.

## Fabuła
Film przedstawia dylemat moralny pewnego urzędnika, który staje przed wyborem, czy ratować obcego sobie człowieka, lub udać, że nic się nie widziało nie narażając tym samym swojej osoby.

## Obsada
- Piotr Pawłowski – urzędnik Kozłowski
- Justyna Kreczmarowa – żona Kozłowskiego
- Andrzej Zawada – mężczyzna goniony przez milicję